# Arron Lyall
Arron John Lyall (* 27. September 2003 in Renfrew) ist ein schottischer Fußballspieler, der bei Ross County in der Scottish Championship unter Vertrag steht.

## Karriere

### Verein
Arron Lyall begann seine Karriere in seiner Kindheit beim FC St. Peters. Im Jahr 2019 wechselte er in die Jugendakademie der Glasgow Rangers. Im September 2020 erhielt er zusammen mit den Jugendspielern Adam Devine und Cole McKinnon eine Vertragsverlängerung bei den Rangers bis 2022. Zwischen März und Juni 2021 wurde der 17-Jährige Lyall an den schottischen Zweitligisten Inverness Caledonian Thistle verliehen. Er debütierte für den Verein in der zweiten Hauptrunde des schottischen Pokals gegen Buckie Thistle, nachdem er für Daniel MacKay eingewechselt wurde. Im Achtelfinale kam er gegen den Erstligisten FC St. Mirren zu einem weiteren Pokaleinsatz, als er bei der knappen 1:2-Niederlage erneut als Einwechselspieler auftrat. Am 24. April 2021 kam er zu seinem ersten Ligaspiel in der Scottish Championship gegen Heart of Midlothian. Nach einem weiteren Ligaeinsatz gegen Ayr United ging er am Ende der Saison 2020/21 zurück nach Glasgow.
Am 21. Mai 2023 gab er sein Debüt in der ersten Mannschaft der Rangers, als er im Spiel der Scottish Premiership gegen Hibernian Edinburgh für Ryan Jack eingewechselt wurde.

### Nationalmannschaft
Arron Lyall spielte im Jahr 2019 viermal in der schottischen U16-Nationalmannschaft. Bei seinem Debüt gegen Australien erzielte er ein Tor beim 3:2-Sieg.